# Ruslands præsident
Den Russiske Føderations præsident (russisk: Президент Российской Федерации) er Ruslands statsoverhoved og landets højeste embedsmand. Præsidenten er øverstbefalende, men regnes ikke som medlem af Ruslands regering, som er ledet af den russiske premierminister. Den udøvende magt er delt mellem præsidenten og premierministeren.

## Præsidenter
| # | Portræt             | Præsident                   | Indsat i embedet                               | Forlod embedet    | Valgperiode                | Statsministre    |
| - | ------------------- | --------------------------- | ---------------------------------------------- | ----------------- | -------------------------- | ---------------- |
| 1 |                     | Boris Jeltsin (1931 - 2007) | 10. juli 1991                                  | 31. december 1999 | 1 (1991)                   | Ivan Silayev     |
| 1 | Boris Jeltsin       | Boris Jeltsin (1931 - 2007) | 10. juli 1991                                  | 31. december 1999 | 1 (1991)                   |                  |
| 1 | Viktor Tjernomyrdin | Boris Jeltsin (1931 - 2007) | 10. juli 1991                                  | 31. december 1999 | 1 (1991)                   |                  |
| 1 | 2 (1996)            | Boris Jeltsin (1931 - 2007) | 10. juli 1991                                  | 31. december 1999 |                            |                  |
| 2 |                     | Vladimir Putin (f. 1952)    | 7. maj 2000 (fungerende fra 31. december 1999) | 7. maj 2008       | 3 (2000)                   | Mikhail Kasianov |
| 2 | 4 (2004)            | Vladimir Putin (f. 1952)    | 7. maj 2000 (fungerende fra 31. december 1999) | 7. maj 2008       | Mikhail Yefimovich Fradkov |                  |
| 2 | 4 (2004)            | Vladimir Putin (f. 1952)    | 7. maj 2000 (fungerende fra 31. december 1999) | 7. maj 2008       | Victor Zubkov              |                  |
| 3 |                     | Dmitrij Medvedev (f. 1965)  | 7. maj 2008                                    | 7. maj 2012       | 5 (2008)                   | Vladimir Putin   |
| 4 |                     | Vladimir Putin (f. 1952)    | 7. maj 2012                                    | siddende          | 6 (2012)                   | Dmitrij Medvedev |
| 4 | 7 (2018)            | Vladimir Putin (f. 1952)    | 7. maj 2012                                    | siddende          |                            | Dmitrij Medvedev |
| 4 | Mikhail Misjustin   | Vladimir Putin (f. 1952)    | 7. maj 2012                                    | siddende          |                            |                  |
| 4 | 8 (2024)            | Vladimir Putin (f. 1952)    | 7. maj 2012                                    | siddende          |                            |                  |